# 285. Sicherungs-Division
La 285. Sicherungs-Division fu una divisione di sicurezza dell'esercito tedesco attiva durante la seconda guerra mondiale che venne creata nel marzo 1941 e fu schierata sul fronte orientale dove fu sciolta nel novembre 1944.

## Storia
La divisione fu costituita il 15 marzo 1941 presso l'area di addestramento militare di Groß-Born, da un terzo della 207. Infanterie-Division. Dopo l'inizio dell'operazione Barbarossa, la divisione marciò attraverso la Lituania e la Lettonia fino alla zona di Luga e fino al novembre 1943 assicurò la zona posteriore alla 18. Armee, a sud di Leningrado fino al Lago Ladoga; infatti le unità combattenti della divisione (verstärktes Infanterie-Regiment 322; III./Artillerie-Regiment 207) furono schierate nella zona di Luga nell'agosto 1941, nel marzo 1942 sul fronte di Leningrado, sulla Neva, vicino a Mga e a sud del lago Ladoga. Nel luglio e nell'agosto 1942 la divisione si occupò amministrativamente dei profughi dal fronte, molti dei quali morirono all'arrivo a Luga per mancanza di cure e nel dicembre 1942 venne schierata sul Volkhov. Le unità combattenti si scontrarono poi contro partigiani e paracadutisti nella zona a sud di Luga e combatterono anche per assicurarsi la zona di Pskov, dove l'intera divisione fu spostata nel novembre 1943 e schierata sul Lago Peipus. Dal febbraio 1944 la divisione fu impiegata per la sicurezza costiera nella zona tra Tallinn e Narva. Nell'agosto 1944 la divisione fu sciolta ed i vari suoi reggimenti vennero impiegati per la creazione di battaglioni di sicurezza. Lo scioglimento formale avvenne solo il 9 novembre 1944.

## Ordine di battaglia
285. Sicherungs-Division 1941
- verstärktes Infanterie-Regiment 322
- Landesschützen-Regimentsstab 113
- III./Artillerie-Regiment 207
- 2. SS-Infanterie-Brigade
- Radfahr-Bataillon 619
- Pionier-Bataillon 207
- Reserve-Polizei-Bataillon 619
- Radfahr-Aufklärungs-Schwadron 207
- Wachbataillon 706
- 3./Polizei-Bataillon 53
- Radfahr-Bataillon 620
- Sicherungs-Regiment 3
- Feld-Kommandantur 611

285. Sicherungs-Division 1943
- Grenadier-Regiment 322
- Sicherungs-Regiment 113
- I./Polizei-Regiment 9
- Ost-Reiter-Abteilung 285
- Beute-Panzer-Kompanie 285
- Artillerie-Abteilung 285
- Divisions-Nachrichten-Abteilung 823
- Divisionseinheiten 322

## Decorazioni
Alcuni soldati della 285. Sicherungs-Division furono premiati per le loro azioni in guerra:
- Croce Tedesca
  - in oro: 4
- Croce di Cavaliere della croce di ferro: 1

## Comandanti
- Generalleutnant Wolfgang Edler Herr und Freiherr von Plotho (15 marzo 1941 - 5 settembre 1942)
- Generalleutnant Gustav Adolph-Auffenberg-Komarow (5 settembre 1942 - 9 novembre 1944)[1]